# Brabofontein

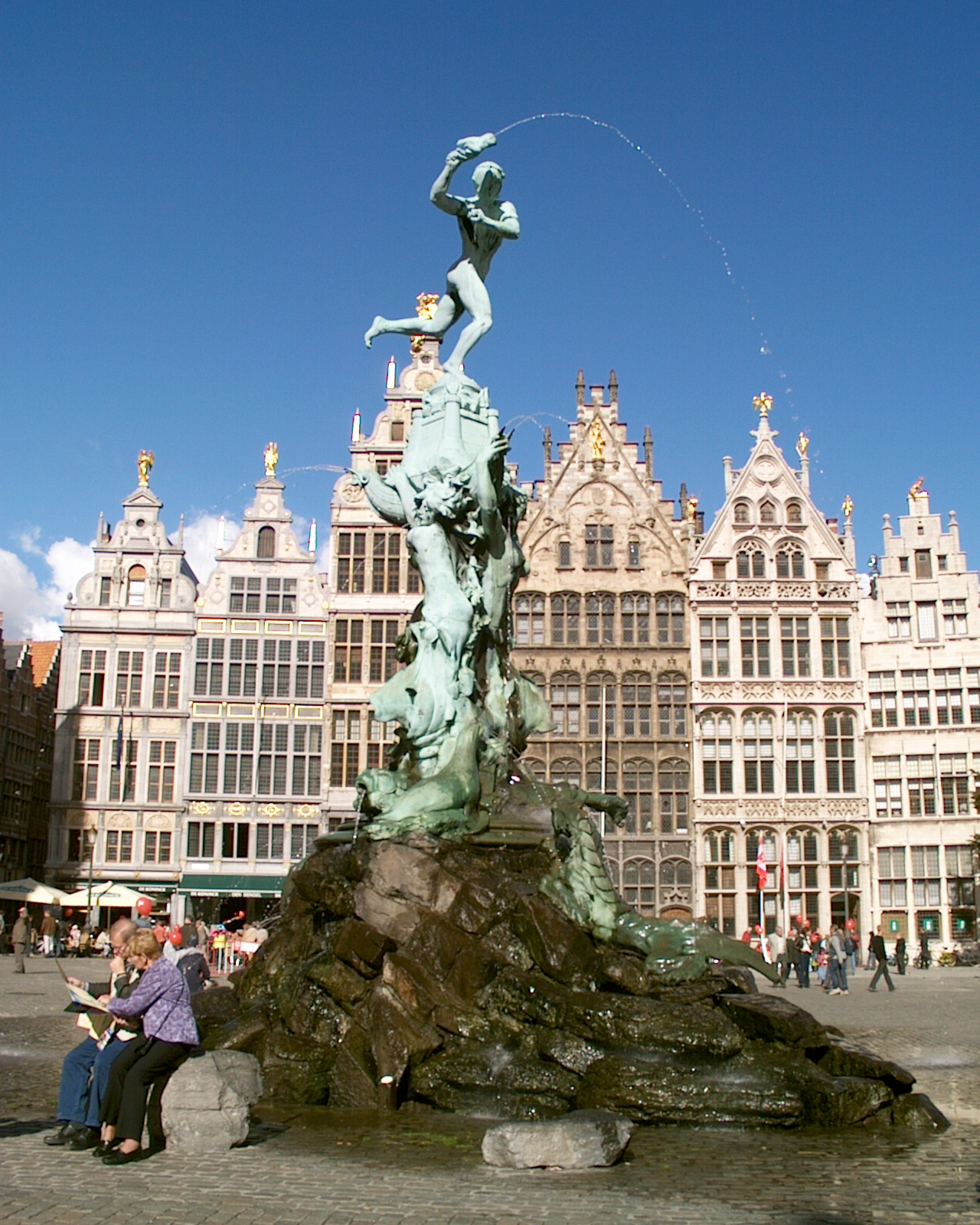
Brabofontein

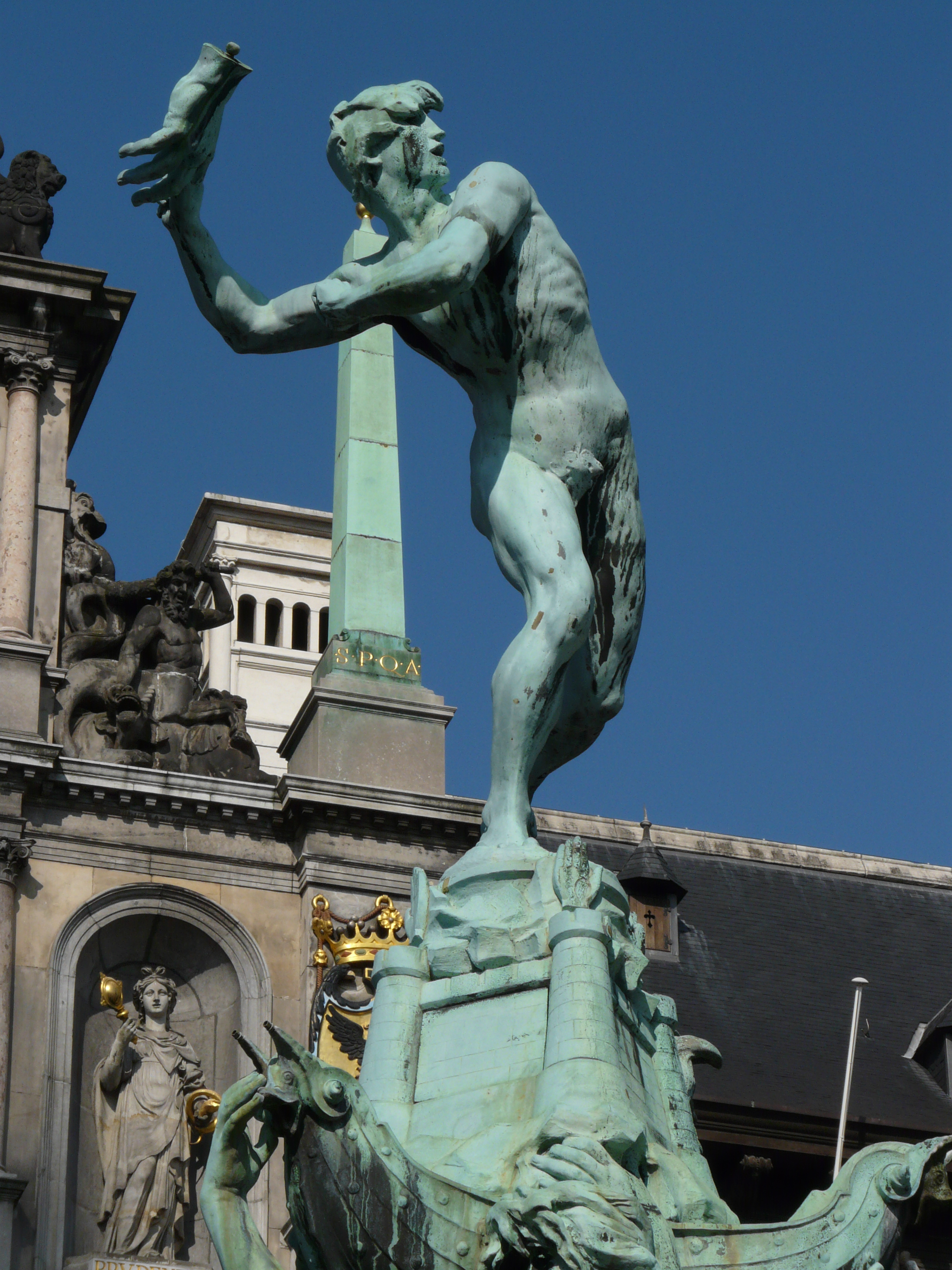
Detail Brabofontein

De Brabofontein is een fontein in de Belgische stad Antwerpen. Op de fontein bevindt zich een bronzen standbeeld van Silvius Brabo van de beeldhouwer Jef Lambeaux, dat werd gegoten bij de Brusselse Compagnie des Bronzes en in 1887 werd onthuld. De Brabofontein bevindt zich voor het Antwerpse stadhuis op de Grote Markt.
De fontein werd gefinancierd met het legaat van August Nottebohm, oom van Oscar Nottebohm.
De sage van Brabo gaat over de reus Druon Antigoon, die de hand van onwillige tolbetalers afhakte en deze in de Schelde wierp. Brabo doodde echter de reus en hakte op zijn beurt diens eigen hand af, welke hij in de rivier gooide. Antwerpen zou volgens deze uitleg van Hand werpen komen. Het beeld is echter dusdanig gepositioneerd dat Brabo de hand richting stad lijkt te smijten. Dat kent zijn oorzaak in de beperkte afstand tussen het stadhuis en het beeld. Mocht men Brabo richting Schelde positioneren zou het lijken alsof Brabo de hand in het stadhuis wil gooien.
Er zijn verschillende versies van deze sage. In één ervan slingert Brabo de hand weg van de rivier en zegt: "Daar waar de hand neerkomt, bouw ik een stad: 'Handwerpen'". Dit komt dus overeen met de richting waarin Brabo op de fontein de hand wegwerpt.
Volgens de Amerikaanse historicus John Lothrop Motley en vele andere etymologisten en historici, zou de naam Antwerpen echter afkomstig zijn van het germaanse anda (aan, naast) en werpum (werf), dus een stad gelegen aan de (scheeps)werf. Een andere mogelijke oorsprong zou aan 't werp (afkomstig van andoverpis) kunnen zijn. Het woord werp verwijst naar een rivierslib of mangemaakte wal.